# شهر بایما، نینگشیا
شهر بایما، نینگشیا (به لاتین: Baima Township) یک شهرک در جمهوری خلق چین است که در شهرستان ژونگنینگ واقع شده‌است. شهر بایما ۱٬۱۷۸ متر بالاتر از سطح دریا واقع شده‌است.